# Joachim Conrad Oehlenschläger
Joachim Conrad Oehlenschläger (1748–1827) var slotsforvalter på Frederiksberg Slot og første organist ved Frederiksberg Kirke.

## Biografi
Han stammede fra Sydslesvig og havde været organist i Krusendorf ved Egernførde, en stilling hans far havde haft før ham, ligesom hans farfar havde bestridt samme stilling i Resenfeld ved Lübeck.
Han var kammertjener hos grev Adam Gottlob Moltke til Bregentved, da han i 1777 blev gift med grevindens kammerjomfru Martha Marie Hansen (1745-1800). De  boede i et lille bindingsværkshus tæt ved "Jernporten" (indgangen til Frederiksberg Allé), men flyttede senere til Frederiksberg Slot efter, at han var blevet organist der. 
Han var fader til digteren Adam Oehlenschläger og til Sophie Wilhelmine Bertha Oehlenschläger (gift med minister A.S. Ørsted).